# Paul Langhoff
Paul Langhoff (nascido em 1 de janeiro de 1914, data de falecimento desconhecida) foi um ciclista alemão. Ele participou do Tour de France de 1938 .